# Abrial A-12 Bagoas

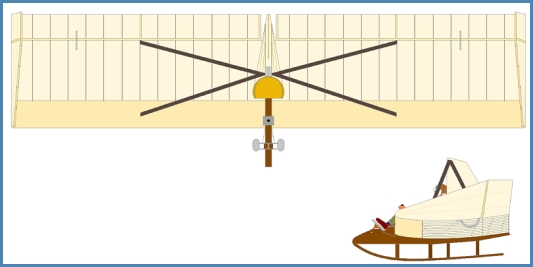
KN Abrial A-12 Bagoas

Pour les articles homonymes, voir Bagoas.
L'Abrial A-12 Bagoas est un planeur sans queue dessiné par Georges Abrial, monoplan à aile basse rectangulaire contreventée, coiffée de dérives triangulaires. Une maquette à échelle réduite est testée avec succès à la soufflerie de Saint-Cyr. Mais la construction du modèle grandeur en 1932 pose tellement de problèmes à Georges Abrial qu’il finit par abandonner ce projet après lui avoir donné le nom d’un célèbre empoisonneur perse, Bagoas.